# D'Angelo
Michael Eugene Archer (n. 11 februarie 1974, Richmond, Virginia, SUA), cunoscut sub numele de scenă D'Angelo, este un cantautor, instrumentist și producător american de R&B și neo-soul. D'Angelo s-a născut în Richmond, Virginia și este fiul unui preot penticostal. A început să cânte la pian în copilărie, iar la vârsta de 18 ani a câștigat concursul de talente amatoare de la Teatrul Apollo din Harlem timp de trei săptămâni la rând. După o scurtă perioadă ca membru al formației hip hop I.D.U., a devenit cunoscut unui public mai larg în 1994, scriind și producând piesa „U Will Know”.
Albumul său de debut, Brown Sugar, a fost lansat în iulie 1995. Acesta a primit recenzii foarte bune și a înregistrat vânzări de peste două milioane de exemplare. Alături de artiști precum Erykah Badu, Lauryn Hill, Maxwell și Angie Stone, D'Angelo a devenit parte a mișcării neo soul. După o pauză de aproape cinci ani, D'Angelo a lansat Voodoo, în ianuarie 2000. Albumul a debutat pe locul 1 în Billboard 200, iar single-ul „Untitled (How Does It Feel)” a fost un succes uriaș în topurlie R&B. Piesa a câștigat un Grammy pentru Cea mai bună interpretare R&B masculină, iar Voodoo a câștigat premiul pentru Cel mai bun album R&B.
După lansarea piesei „Untitled (How Does It Feel)”, D'Angelo a început să devină din ce în ce mai stânjenit în privința statutului său în creștere de sex-simbol. A urmat o perioadă de probleme personale, inclusiv alcoolismul, și o pauză muzicală de paisprezece ani. În decembrie 2014, D'Angelo și-a lansat cel de-al treilea album de studio, Black Messiah. Albumul a fost un succes din punct de vedere critic și a înregistrat performanțe bune în topurile muzicale, atingând locul cinci în Billboard 200.

## Primii ani
D'Angelo, pe numele său adevărat Michael Eugene Archer, s-a născut pe data de 11 februarie 1974 în Richmond, Virginia. Este fiul unui predicator, și a fost crescut într-un mediu penticostal. Talentul muzical al lui Archer a fost descoperit încă din copilărie. La trei ani, fratele său Luther, în vârstă de 10 ani, l-a văzut cântând la pianul familiei. După formarea grupului muzical Michael Archer and Precise și succesul în competiția Amateur Night din Apollo Theater al Harlem, New York, D'Angelo a renunțat la liceu și s-a mutat în New York City, cu scopul de a-și dezvolta cariera muzicală. Grupul s-a bucurat de un succes minor în Richmond, având în repertoriu coveruri soul, dar și piese originale, în timp ce D'Angelo și-a dezvoltat talentul de textier. Performanțele la Amateur Night au adus grupului trei victorii consecutive și premii în bani. După întoarcerea în Richmond, D'Angelo a fost inspirat să producă un album, și a început să compună material, după o scurtă perioadă ca membru al grupului hip hop I.D.U. (Intelligent, Deadly but Unique).

## Cariera

### 1991–1995:Brown Sugar
În 1991, D'Angelo a semnat un acord publicistic cu EMI Music, atrăgând atenția executivilor companiei printr-o casetă demo. După o audiție impresionantă – un recital de pian de trei ore – D'Angelo a semnat un contract de înregistrare cu compania în anul 1993. Gary Harris a fost omul de A&R responsabil pentru semnarea sa, în timp ce managerul Kedar Massenburg a asistat la negocierea contractului.
Primul succes semnificativ a fost în 1994, sub forma singleului „U Will Know”. D'Angelo a scris și produs piesa pentru supergrupul R&B Black Men United, formație ce avea în componență cântăreți de R&B precum Brian McKnight, Usher, R. Kelly, Boyz II Men, Raphael Saadiq și Gerald Levert. D'Angelo a compus muzica pentru „U Will Know”, în timp ce fratele său, Luther Archer, a scris versurile. Apărută prima data în filmul Jason's Lyric (1994), piesa a urcat pe locul 5 în Hot R&B/Hip-Hop Singles & Tracks, respectiv locul 28 în Billboard Hot 100. Videoclipul lui „U Will Know” l-a înfățișat pe D'Angelo ca dirijorul corului; un rol pe care l-a jucat din nou în cadrul premiilor Soul Train, unde piesa a fost interpretată live. În același an, a scris și produs piesa „Overjoyed” pentru Corul de băieți din Harlem, care a apărut pe albumul lor de studio The Sound of Hope (1994).
În 1995 a lansat primul album de studio, Brown Sugar. Deși inițial vânzările au fost lente, albumul a devenit un succes. A debutat pe locul șase în Billboard Top R&B Albums în 22 iulie 1995. A atins locul patru pe 24 februarie 1996, și a petrecut un total de 54 de săptămâni în top. Brown Sugar a stat 65 de săptămâni și în Billboard 200, atingând locul 22. A avut vânzări de 300,000 de exemplare în primele două luni de la lansare. Cu ajutorul celor patru singleuri, printre care și „Lady”, premiat cu discul de aur, albumul a atins vânzări de 500,000 de unități în Statele Unite în octombrie 1995. Pe 7 februarie 1996 a primit discul de platină de la Recording Industry Association of America (RIAA), pentru vânzări de peste un milion de exemplare în Statele Unite. Vânzările totale sunt estimate a fi între 1.5 milioane și peste două milioane de exemplare.

### 1996–2000: Perioada sabatică șiVoodoo
După succesul primului său album, Brown Sugar (1995), D'Angelo a luat o pauză de patru ani și jumătate de la scena muzicală, în care nu a lansat niciun material solo. După doi ani petrecuți în turneu, prmovând Brown Sugar, D'Angelo s-a găsit în pană de idei. Acesta a comentat mai târziu: „Chestia cu pana de idei e că vrei să scrii al dracului de mult, [dar] piesele nu vin așa. Ele vin din viață. Deci trebuie să trăiești ca să scrii.” De-a lungul perioadei sabatice, a lansat în general coveruri și remakeuri, printre care și un cover alături de Erykah Badu al piesei „Your Precious Love” de Marvin Gaye și Tammi Terrell, pentru coloana sonoră a filmului High School High (1996). D'Angelo a apărut într-un duet, „Nothing Even Matters”, alături de Lauryn Hill, pentru albumul acesteia de debut, The Miseducation of Lauryn Hill (1998).
Mult-așteptatul succesor al lui Brown Sugar, Voodoo, a fost lansat în 2000 prin Virgin Records. Voodoo a primit recenzii extrem de bune din partea criticilor contemporani de muzică, care l-au numit o „operă de artă” respectiv cel mai bun proiect al lui D'Angelo. Albumul a debutat pe primul loc în topul Billboard 200, înregistrând vânzări de 320,000 de exemplare în prima săptămână. A intrat în Billboard 200 pe 12 februarie 2000 și a rămas în top timp de 33 de săptămâni consecutive. Până în 2005, albumul a vândut peste 1.7 milioane de exemplare în Statele Unite, conform Nielsen SoundScan. În 2001, Voodoo a câștigat Premiul Grammy pentru Cel mai bun album R&B, acesta a fost acordat lui D'Angelo și Russell Elevado, inginerul său de sunet.
Primele două singleuri, „Devil's Pie” și „Left & Right”, au atins locurile 69 respectiv 70 în topul Billboard Hot 100. Piesa din urmă a fost orientată comercial către radiourile hip hop, datorită prezenței rapperilor Redman și Method Man. Conform producătorului videoclipului „Left & Right”, piesa și videoclipul au trecut neobservate datorită refuzului MTV de a difuza melodia, ca pedeapsă pentru nerespectarea termenului inițial al premierei. Al cincilea single, „Feel Like Makin' Love” a avut un succes mai mic, atingând locul 109 în Hot R&B/Hip-Hop Songs. „Send It On”, al patrulea single de pe album, s-a bucurat de un succes moderat, ajungând pe locul 33 al topului Billboard Pop Singles. Al treilea single, „Untitled (How Does It Feel)” a devenit cel mai mare succes comercial, atingând locul 25 în Billboard Hot 100, respectiv locul doi în topul R&B. Videoclipul scandalos a ajutat la popularizarea melodiei și a lui D'Angelo. Billboard a scris despre videoclip: „E pură sexualitate. D'Angelo, plin de mușchi și strălucitor, este filmat de la șold în sus, dezbrăcat, dar arătând destul pentru a crea o pasiune aproape oricărei femei care îl vede. Doar videoclipul poate face melodia una din cele mai mari ale anului ce urmează.” A primit trei nominalizări la ediția din 2000 a MTV Video Music Awards: Videoclipul anului, Cel mai bun videoclip R&B, și Cel mai bun videoclip masculin.

### 2001–2013: A doua perioadă sabatică, probleme personale și al treilea album
Spre sfârșitul turneului mondial de promovare al albumului Voodoo, problemele personale ale lui D'Angelo s-au agravat, afectându-i concertele. A devenit tot mai conștient și incomod în privința statutului său de sex-simbol, iar după turneu, D'Angelo s-a întors acasă, unde a dispărut din ochii publicului. Apropiații acestuia au menționat impactul comercial al videoclipului „Untitled (How Does It Feel)” și al turneului Voodoo ca factori ce au dus la absența lui D'Angelo din scena muzicală. Fostul său manager, Dominique Trenier, și-a exprimat dezamăgirea față de impactul videoclipului într-un interviu cu revista Spin: „până în ziua de azi, în memoria populației obișnuite, el e tipul dezbrăcat”.
Conform managerului său de turneu, Alan Leeds, experiența „i-a luat încrederea, deoarece nu e convins de motivul pentru care e susținut de fani”. După sinuciderea prietenului său apropiat, Fred Jordan, în aprilie 2001, D'Angelo a început să aibă probleme cu alcoolul. Alcoolismul său s-a agravat, iar planurile pentru un album live și o colaborare cu Soultronics au fost anulate. Devenind nerăbdători, executivii de la Virgin au refuzat să-i finanțeze următorul album solo, așteptat în 2004.
Până în anul 2005, a fost părăsit de prietenă, avocatul său a devenit nemulțumit de el, și a pierdut contactul cu majoritatea familiei sale. De asemenea, a renunțat la managerul Dominique Trenier și managerul de turneu Alan Leeds. După un accident de mașină și o arestare pentru conducere sub influența alcoolului, respectiv posesie de marijuana, D'Angelo a părăsit Virgin Records în anul 2005, urmând să se interneze la centrul de reabilitare Crossroads din Antigua. În 2005, contractul său de înregistrare a fost preluat de către J Records, după zvonuri cum că D'Angelo ar fi semnat cu Bad Boy Records. Deși nu a produs niciun material solo, D'Angelo a colaborat cu diverși artiști ai genului R&B și hip-hop între perioada dintre albume, apărând în proiecte precum: The Shining (2006) de J Dilla, Tha Blue Carpet Treatment (2006) de Snoop Dogg, Finding Forever (2007) de Common, și The Renaissance (2008) de Q-Tip.
Următorul album al lui D'Angelo a fost amânat extensiv. Producția pentru succesorul lui Voodoo stagna, deoarece lucra în mare parte singur pe parcursul anului 2002. D'Angelo a încercat să cânte la fiecare instrument pentru proiect, dorind control creativ complet, asemenea lui Prince. Materialul rezultat a fost descris de către Russell Elevado ca fiind „Parliament/Funkadelic îi întâlnește pe Beatles și Prince, iar în tot acest timp e această energie de tip Jimi Hendrix”. Cu toate acestea, cei care au ascultat piesele le-au considerat neterminate. În anii ce au urmat, problemele personale ale lui D'Angelo s-au înrăutățit, ducând la dependențe de droguri și alcool. În ianuarie 2005 a fost arestat și acuzat pentru posesie de marijuana și cocaină. Au început să circule fotografii de profil cu artistul, realizate de către poliție, care îl înfățișau nesănătos și supraponderal, opusul celui musculos din perioada promovării albumului Voodoo. În septembrie 2005, la o săptămână după acuzațiile pentru posesie, acesta a fost implicat într-un accident de mașină, zvonindu-se că a fost rănit grav. Cu toate acestea, avocatul său a declarat după o săptămână că acesta este în regulă, continuând prin a spune că „este nerăbdător să termine înregistrările pentru opera sa de artă soul, pe care lumea a așteptat-o cu răbdare”.
Nu au mai fost dezvăluite detalii despre album până în 2007, când Questlove a făcut publică o melodie incompletă, pe radioul Triple J din Australia. Intitulată „Really Love”, piesa a avut influențe acustice și de swing. Publicarea melodiei ar fi înrăutățit relația dintre cei doi. Pe 24 iunie 2008, D'Angelo a lansat o compilație cu piese de pe cele două albume de studio, Brown Sugar și Voodoo. Intitulată The Best So Far..., aceasta a conținut și piese rare, inclusiv un DVD cu videoclipuri nelansate.
Spre sfârșitul lui noiembrie 2011, D'Angelo a anunțat o serie de concerte în Europa, programate pentru anul 2012. Turneul a început pe data de 26 ianuarie 2012 în Stockholm, Suedia, și s-a terminat pe 10 februarie.  Turneul a cuprins o selecție de hituri de pe cele două albume ale sale, respectiv piese noi de pe următorul album, care era aproape finalizat. A cântat în premieră patru piese noi: „Sugah Daddy”, „Ain't That Easy”, „Another Life” și „The Charade”, care au fost bine primite. Pe 1 septembrie 2012, D'Angelo a interpretat în cadrul festivalului Made In America, organizat de Jay Z, unde a cântat piesele „The Charade” și „Sugar Daddy”. Pe 7 octombrie, RCA Music Group a anunțat că va destrăma J Records, Arista Records și Jive Records. După acest eveniment, D'Angelo și toți artiștii semnați sub casele respective își vor lansa materialele viitoare prin RCA Records.

### 2014–prezent:Black Messiah
D'Angelo a lansat cel de-al treilea album de studio, Black Messiah, în decembrie 2014. Acesta dorea să îl lanseze în 2015, dar verdictele controversate din cazurile protestelor din Ferguson și Eric Garner l-au determinat să îl lanseze mai devreme. Pe 12 decembrie 2014, managerul lui D'Angelo, Kevin Liles, a distribuit prin YouTube un teaser de 15 secunde al albumului. Două zile mai târziu, a fost lansată piesa „Sugah Daddy”, care făcea parte din repertoriul live al lui D'Angelo încă din 2012. După o audiție exclusivă a albumului în New York, Black Messiah a fost lansat în format digital pe 15 decembrie, prin iTunes, Google Play Music și Spotify. Lansarea neașteptată a albumului a fost comparată cu lansarea albumului Beyoncé din anul 2013. Pe 13 ianuarie 2015, piesa „Really Love” a fost lansată către radiurile din Statele Unite.
Albumul a fost primit extrem de bine de către critici, având un scor mediu de 95/100 din 30 de recenzii pe Metacritic. Black Messiah a debutat pe locul cinci în Billboard 200, înregistrând vânzări de 117,000 exemplare în prima săptămână în Statele Unite. În a doua săptămână, albumul a căzut pe locul 25 și a vândut 40,254 exemplare. În Marea Britanie a debutat pe locul 47 în UK Albums Chart, cu vânzări de 7,423 exemplare în prima săptămână. Pentru promovarea albumului, D'Angelo a anunțat turneul The Second Coming. Din trupa sa, The Vanguard, fac parte toboșarul Chris Dave, basistul Pino Palladino, chitariștii Jesse Johnson și Isaiah Sharkey, vocaliștii Kendra Foster, Jermaine Holmes și Charles „Redd” Middleton, respectiv Cleo „Pookie” Sample la clape. Partea europeană a turneului a început la Zurich pe 11 februarie 2015 și s-a terminat la Bruxelles pe 7 martie.
În iunie 2015, D'Angelo a confirmat pentru Rolling Stone faptul că lucra la material pentru un nou album, numindu-l un „acompaniator” pentru Black Messiah. În 2016, Black Messiah a câștigat premiul pentru Cel mai bun album R&B, iar piesa „Really Love” i-a adus premiul pentru Cea mai bună piesă R&B și o nominalizare pentru Cea mai bună înregistrare a anului. Black Messiah, albumul omonim al lui Beyoncé (2013) și To Pimp a Butterfly (2015) de Kendrick Lamar au pus baza lansărilor politice din 2016, printre care se numără albumul Anti de Rihanna, The Life of Pablo de Kanye West și Lemonade de Beyoncé.
D'Angelo a interpretat piesa „Sometimes it Snows in April” a lui Prince în cadrul emisiunii Tonight Show a lui Jimmy Fallon. A fost acompaniat în realizarea tributului de către Maya Rudolph și Gretchen Lieberum.

## Arta
Într-un interviu din 1995, D'Angelo a discutat despre influența lui Prince asupra înregistrării primului său album, menționând: „Eram unul dintre tipii care citeau creditele albumelor, și am realizat că Prince a fost un artist adevărat. A scris, produs, și interpretat, și asta e calea pe care vreau s-o urmez”. Conform lui D'Angelo, influența hip hop prezentă pe album „provenea din mișcarea Native Tongues - Tribe Called Quest, Gang Starr și Main Source”. Într-un interviu cu jurnalistul Touré, datat februarie 1999, D'Angelo a discutat inspirațiile originale de a produce muzică, spunând: „Sunetul și textura muzicii mele vor fi afectate de motivația mea de a le face”. De-a lungul producției celui de-al doilea album, D'Angelo a înregistrat numeroase ore de material nelansat, atât original cât și coveruri ale artiștilor care l-au influențat. Numiți colectiv „Yoda” de către D'Angelo, printre artiști se numără cântărețul soul Al Green, muzicianul funk George Clinton și pionierul Afrobeatului, Fela Kuti.

## Viața personală
În anii '90 a fost implicat romantic cu cântăreața soul Angie Stone, al cărei album de debut l-a produs în 1999. Aceștia au un fiu împreună, Michael, născut în 1998.

## Discografie
Albume de studio
- Brown Sugar (1995)
- Voodoo (2000)
- Black Messiah (cu The Vanguard) (2014)

## Turnee
- Brown Sugah Tour (1996)
- The Voodoo World Tour (2000)
- Occupy Music Tour (2012)
- The Liberation Tour (2012)
- The Second Coming Tour (2015)

## Premii și nominalizări

### Premii Grammy
| An   | Nominalizare                            | Distincție                                              | Rezultat    |
| ---- | --------------------------------------- | ------------------------------------------------------- | ----------- |
| 1996 | Brown Sugar                             | Cel mai bun album R&B                                   | Nominalizat |
| 1996 | Brown Sugar                             | Cea mai bună piesă R&B                                  | Nominalizat |
| 1996 | Brown Sugar                             | Cea mai bună interpretare R&B masculină                 | Nominalizat |
| 1997 | „Lady”                                  | Cea mai bună interpretare R&B masculină                 | Nominalizat |
| 1999 | „Nothing Even Matters” (cu Lauryn Hill) | Cea mai bună interpretare R&B de un duet sau grup vocal | Nominalizat |
| 2001 | Voodoo                                  | Cel mai bun album R&B                                   | Câștigat    |
| 2001 | „Untitled (How Does It Feel)”           | Cea mai bună interpretare R&B masculină                 | Câștigat    |
| 2001 | „Untitled (How Does It Feel)”           | Cea mai bună piesă R&B                                  | Nominalizat |
| 2003 | „Be Here” (cu Raphael Saadiq)           | Cea mai bună piesă R&B                                  | Nominalizat |
| 2003 | „Be Here” (cu Raphael Saadiq)           | Cea mai bună interpretare urban/alternative             | Nominalizat |
| 2004 | „I'll Stay” (cu Roy Hargrove)           | Cea mai bună interpretare R&B de un duet sau grup vocal | Nominalizat |
| 2016 | Black Messiah                           | Cel mai bun album R&B                                   | Câștigat    |
| 2016 | „Really Love”                           | Cea mai bună piesă a anului                             | Nominalizat |
| 2016 | „Really Love”                           | Cea mai bună piesă R&B                                  | Câștigat    |

## Legături externe
- D'Angelo la AllMusic
- D'Angelo discografia la Discogs
- D'Angelo la Internet Movie Database
- D'Angelo on imeem
- D'Angelo's channel pe YouTube